# Marek Hemmann
Pour les articles homonymes, voir Hemmann.
Marek Hemmann, né à Gera en 1979, est un producteur et DJ allemand de musique électronique de style techno et electro,.

## Discographie

### Albums
- In between; 2009
- Bittersweet; 2013
- Moments; 2016